# Pisidische Sprache
Die pisidische Sprache ist nach der kleinasiatischen Landschaft Pisidien benannt, die im Landesinneren nördlich von Pamphylien lag. Von ihr sind lediglich 21 kurze Grabinschriften erhalten, die östlich des Eğirdir-Sees im Dorf Sofular (im Quellgebiet des Flusses Eurymedon) gefunden wurden und im Wesentlichen aus Namen in griechischer Schrift bestehen.
Vermutlich gehörte Pisidisch zu den anatolischen Sprachen, einer Untergruppe der indogermanischen Sprachen.